# Concurso Géza Anda
El Concours Géza Anda o Concurso Géza Anda es un concurso internacional de piano trienal que se lleva a cabo en Zúrich, Suiza. Fue fundado en memoria del pianista húngaro Géza Anda por su viuda Hortense Anda-Bührle. 

## Características
El propósito del concurso es el descubrimiento y promoción de jóvenes pianistas que perpetúen el espíritu musical de Géza Anda. La Fundación Géza Anda provée a los ganadores con contratación gratuita de conciertos durante los tres años posteriores a la competición (unos 200 conciertos).
Además del premio principal, se otorgan diversos premioso como: el premio del público, el premio Mozart y el premio Schumann. 

## Lista de ganadores
1. Georges Pludermacher (1979)
2. Heidrun Holtmann (1982)
3. primer premio desierto; segundo premio, ex aecquo -  Yukino Fujiwara y  Hüseyin Sermet (1985)
4. Konstanze Eickhorst (1988)
5. Dénes Várjon (1991)
6. Pietro de Maria (1994)
7. Corrado Rollero (1997)
8. Filippo Gamba (2000)
9. Alexei Volodin (2003)
10. Sergey Koudriakov (2006)
11. Jinsang Lee (2009)
12. Varvara Nepomnyaschaya (2012)
13. Andrew Tyson (2015)
14. Claire Huangci (2018)